# Erika (chanson)
Pour les articles homonymes, voir Erika.

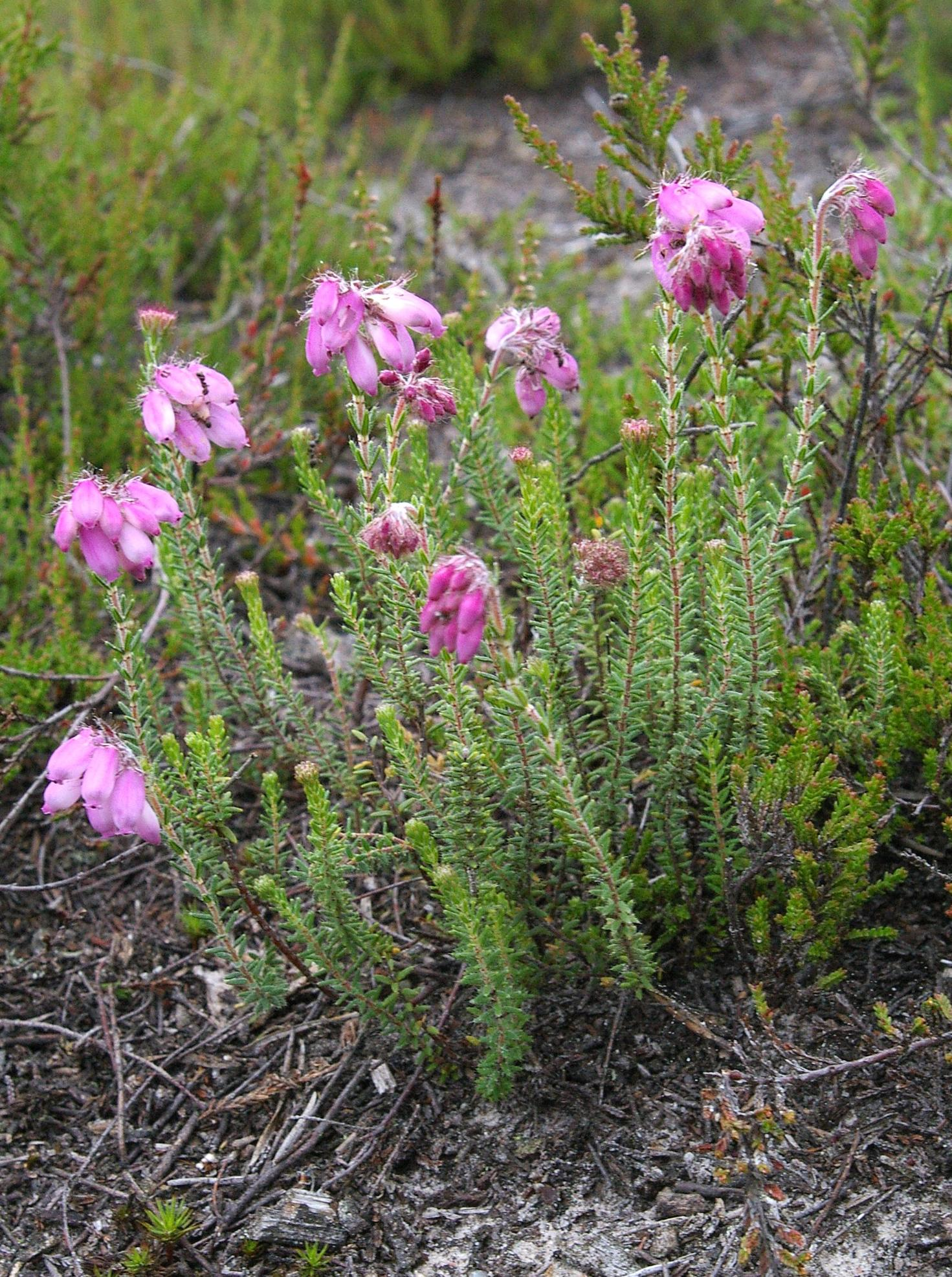
L'erica tetralix est un genre de bruyère à laquelle la femme, Erika, est comparée dans la chanson.

Erika est une chanson de marche utilisée par les soldats de la Wehrmacht composée en 1938 par Herms Niel et publiée la même année par la maison d'édition Louis Oertel de Großburgwedel. C'est le chant d'amour d'un homme qui se languit de sa fiancée. La femme, nommée Erika, est comparée à la bruyère dont un genre s'appelle précisément l'erica. Cette chanson est connue pour avoir été chantée par les militaires allemands, y compris pendant la Seconde Guerre mondiale.
Elle est reprise par le mouvement d'extrême droite contemporain, comme à l'Oktoberfest du 23 septembre 2023, où l'on aperçoit des gens effectuant un salut nazi avec cette chanson en fond sonore. Si elle n'est pas interdite en Allemagne, elle se retrouve bannie de TikTok et Instagram à la suite de cet événement.

## Histoire
La chanson fut populaire pendant la Seconde Guerre mondiale et utilisée par les unités de la Wehrmacht.

## Paroles allemandes et traduction
| Paroles allemandes | Traduction |
| Première strophe | Première strophe |
| --- | --- |
| Auf der Heide blüht ein kleines Blümelein Und das heißt, Erika Heiß von hunderttausend kleinen Bienelein Wird umschwärmt, Erika Denn ihr Herz ist voller Süßigkeit Zarter Duft entströmt dem Blütenkleid Auf der Heide blüht ein kleines Blümelein Und das heißt, Erika                    | Sur la lande fleurit une petite fleur Et elle s'appelle, Erika (bruyère) Avec ardeur cent mille petites abeilles, S’empressent autour d’Erika, Car son cœur est plein de douceur Et un parfum délicat s'échappe de sa robe fleurie Sur la lande fleurit une petite fleur Et elle s'appelle, Erika                  |
| Deuxième strophe | |
| In der Heimat wohnt ein kleines Mägdelein Und das heißt, Erika Dieses Mädel ist mein treues Schätzelein Und mein Glück, Erika Wenn das Heidekraut rot-lila blüht Singe ich zum Gruß ihr dieses Lied Auf der Heide blüht ein kleines Blümelein Und das heißt, Erika                         | Au pays vit une petite jeune fille Et elle s'appelle, Erika Cette fille est ma fidèle petite chérie Et mon bonheur, Erika Quand la bruyère mauve fleurit, Je la salue en chantant ces paroles Sur la lande fleurit une petite fleur Et elle s'appelle, Erika                                                       |
| Troisième strophe | |
| In mein'm Kämmerlein blüht auch ein Blümelein Und das heißt, Erika Schon beim Morgengrau'n sowie beim Dämmerschein Schaut's mich an, Erika Und dann ist es mir, als spräch' es laut "Denkst du auch an deine kleine Braut?" In der Heimat weint um dich ein Mägdelein Und das heißt, Erika | Dans ma chambre, il y a aussi une petite fleur Et elle s'appelle, Erika Dans le gris de l'aube, ainsi qu'à la dernière lumière du jour Elle me regarde, Erika C'est alors comme si elle me disait à haute voix "Penses-tu à ta petite fiancée ?" Au pays, une jeune fille pleure pour toi Et elle s'appelle, Erika |